# المجلس اليهودي للشؤون العامة
المجلس اليهودي للشؤون العامة هي منظمة يهودية غير حكومية أمريكية معفاة من الضرائب تأسست في الولايات المتحدة الأمريكية في عام 1944، وكانت تضم 15 منظمة يهودية وطنية أخرى وبعض الحركات الدينية التي يهدف بعضها لإعادة البناء وبعضها للإصلاح وبعضها حركات محافظة وبعضها أرثوذكسية، بالإضافة إلى 125 اتحادًا يهوديًا محليًا ومجلسًا للعلاقات المجتمعية. ويُقدّم المجلس اليهودي للشؤون العامة نفسه باعتباره الصوت الممثل للمجتمع اليهودي الأمريكي المنظم.

## التاريخ
تأسس المجلس اليهودي للشؤون العامة تحت اسم المجلس الاستشاري للعلاقات المجتمعية الوطنية في الولايات المتحدة الأمريكية في عام 1944 على يد مجلس الاتحادات اليهودية، وهي تحالف مجموعة المنظمات التي شكلت فيما بعد جزءًا من الجماعات اليهودية المتحدة، والتي أصبحت الآن تُعرف بالاتحادات اليهودية في أمريكا الشمالية. تغير اسم المجلس الاستشاري للعلاقات المجتمعية الوطنية في الستينيات من القرن العشرين ليتحول إلى المجلس الاستشاري لعلاقات المجتمع اليهودي القومي، وفي عام 1997 تغير اسم المنظمة مُجدّدًا لكي تكتسب اسمها الحالي وتُصبح المجلس اليهودي للشؤون العامة. شغل أرنولد أرونسون منصب مدير المجلس اليهودي للشؤون العامة منذ عام 1945 وحتى عام عام 1976، ويشغل ديفيد ل. بيرنشتاين منصب الرئيس والمدير التنفيذي للمجلس اليهودي للشؤون العامة منذ كانون ثان (يناير) عام 2016، وحتى الآن حلفًا للاري جولد الرئيس التنفيذي السابق للمنظمة، والذي كان من مدينة أتلانتا التابعة لولاية جورجيا الأمريكية.

## الأنشطة
عمل المجلس اليهودي للشؤون العامة على تشكيل إجماع في المجتمع اليهودي حول القضايا العامة، وتطوير الاستجابات الاستراتيجية، والعمل مع وسائل الإعلام والمسؤولين المنتخبين والشركاء في التحالف وغيرهم من خلال العلاقات العامة والدعوة والضغط. تساعد خطة العمل المشتركة الشاملة الخاصة بالمجلس اليهودي للشؤون العامة أيضًا مجالس علاقات الجالية اليهودية البالغ عددها 125 مجلسًا على تنظيم الأنشطة والفعاليات والدعوة إليها في جميع أنحاء الولايات المتحدة الأمريكية، وتعزيز الشراكات بين الأديان والشراكات المجتمعية.
تشمل القضايا الدولية التي تهتم بها خطة العمل الشاملة المشتركة الخاصة بالمجلس اليهودي للشؤون العامة العلاقات بين إسرائيل والولايات المتحدة الأمريكية، ومعاداة السامية العالمية، والأمم المتحدة، ورفاهية اليهود في المناطق المعرضة للخطر، والإبادة الجماعية، وحقوق الإنسان. وتشمل القضايا المحلية التي تهتم بها خطة العمل المشتركة الشاملة الخاصة بالمجلس اليهودي للشؤون العامة قضايا مثل معاداة السامية، والعدالة الاجتماعية، والفقر، والتعليم، والصحة العامة، والبيئة، والهجرة، والحقوق الفردية، والحريات الدينية بما في ذلك الحفاظ على الفصل بين الكنيسة والدولة. كما نشط المجلس اليهودي للشؤون العامة في دعم حقوق عرب إسرائيل وناضل من أجل تحقيق المساواة في إسرائيل.

## السياسة العامة
يعقد المجلس اليهودي للشؤون العامة في كل عام مؤتمرًا سنويًا يُعرف باسم مؤتمر بلينيوم، وهي أعلى هيئة معنية بوضع السياسات في المنظمة. ويستضيف المجلس اليهودي للشؤون العامة في الجلسة الكاملة المتحدثين وتجرى المناقشات وتعتمد قرارات تعبر عن سياسات الإجماع للمنظمات الأعضاء والجالية اليهودية الأمريكية المنظمة، وتكون هذه السياسات تحت رعاية مجالس علاقات المجتمع اليهودي أو الوكالات الوطنية الأعضاء ويتطلب اعتمادها الموافقة عليها بالإجماع. أصبحت هذه السياسات جزءًا من السياسة العامة لمجلس اليهودي للشؤون العامة، والتي تتضمن مواقف المنظمة المتعلقة بمجموعة من القضايا.
ويتألف المجلس اليهودي للشؤون العامة من ثلاث فرق عمل تُناقش ثلاث موضوعات رئيسية، وهي:
- إسرائيل، ويهود العالم، وحقوق الإنسان الدولية
- الأمن اليهودي ووثيقة الحقوق
- تكافؤ الفرص والعدالة الاجتماعية

يدعم المجلس اليهودي للشؤون العامة حل الدولتين لكوسيلة لإنهاء النزاع الإسرائيلي الفلسطيني، ويذكر المجلس عبر موقعه على شبكة الإنترنت أن المنظمة تدعم إسرائيل كوطن لليهود وتعمل على ردع الجهود الرامية إلى تقويض حق الشعب اليهودي في تقرير المصير.
أنشئ مركز العمل الإسرائيلي التابع للمجلس اليهودي للشؤون العامة في عام 2010 لمكافحة أنشطة حركة المقاطعات وسحب الاستثمارات وفرض العقوبات على إسرائيل في الولايات المتحدة الأمريكية، بعدما اتهم المجلس اليهودي للشؤون العامة الحركة بالتحيز ضد إسرائيل، وصرح ديفيد بوم رئيس مجلس إدارة المجلس اليهودي للشؤون العامة إن خطة العمل المشتركة الشاملة الخاصة بمركز العمل الإسرائيلي التابع للمجلس اليهودي للشؤون العامة لديها موقف غير واضح من العمل مع الجماعات التقدمية المناهضة للصهيونية، قائلاً إن العديد من المشاعر المعادية للصهيونية معادية للسامية، إلا ن المنظمة قد تكون على استعداد للمشاركة في تحالفات مع الجماعات المناهضة للصهيونية.

## المبادرات
صدمت خطة العمل المشتركة الشاملة التي طرحها المجلس اليهودي للشؤون العامة حول الفظائع في إقليم دارفور في السودان، وساعدت في تأسيس تحالف أنقذوا دارفور في عام 2004، ولا زال المجليس يواصل تنظيم الجالية اليهودية لدعم العمل الأمريكي المستمر لإحلال السلام في السودان، ودعم إنشاء جنوب السودان والعمل مع البيت الأبيض والكونغرس الأمريكي لضمان المساعدة الإنسانية.
أطلق المجلس اليهودي للشؤون العامة في أيلول (سبتمبر) عام 2007 برنامجًا لمكافحة الفقر بعنوان "لن يكون هناك محتاج بينكم". يسعى هذا الجهد إلى زيادة الوعي والعمل على مكافحة الجوع والتشرد وآثار الفقر الأخرى في أمريكا. قاد المجلس اليهودي للشؤون العامة العديد من حملات توزيع الطعام، حيث نظم أعضاء الكونجرس ورجال الدين وغيرهم للعيش لمدة أسبوع واحد على متوسط مخصصات قسائم الطعام البالغة 31.50 دولارًا أمريكيًا بدءًا من عام 2008، قام المجلس اليهودي للشؤون العامة بالتعاون مع الإعلان اليهودي ضد الجوع برعاية حملة مكافحة الجوع السنوية، والتي تربط رسالة الفصح الخاصة بالحرية بالنضالات المستمرة ضد الجوع في أمريكا. يبدأ المجلس اليهودي للشؤون العامة عملية التعبئة في كل عام مبالتعاون مع منظمة مكافحة الجوع الوطنية في مبنى الكابيتول الأمريكي حيث يقرأ أعضاء الكونجرس والمعتقدات الوطنية ودعاة مناهضة الجوع من هاجادا المعدة خصيصًا.
ساهم المجلس اليهودي للشؤون العامة بنشاط أيضًا في نشر الوعي بقضايا البيئة وتغير المناخ من خلال برنامج "الائتلاف من أجل البيئة والحياة اليهودية"، وهو شركة تابعة للشراكة الدينية الوطنية بشأن البيئة. وبالشراكة مع الاتحادات اليهودية في أمريكا الشمالية، أسس المجلس اليهودي للشؤون العامة شبكة العمل الإسرائيلية في عام 2010 لمساعدة المجتمعات في مواجهة انتزاع الشرعية عن إسرائيل.
كما أنشأ المجلس اليهودي للشؤون العامة مركزًا للتثقيف لتنظيم وتعبئة المجتمع اليهودي في أمريكا الشمالية المنظم لتطوير مناهج استراتيجية للهجمات على إسرائيل واستخدام الشراكات لتعزيز السلام والأمن لدولتين لشعبين. وشملت الحملات الوطنية الأخرى للمجلس اليهودي للشؤون العامة حملة فوت أو جان لإنهاء العنف المسلح بعد حادث إطلاق النار على مدرسة ساندي هوك الابتدائية في عام 2012 وحملة تهجير الجالية لعام 2013 لدعم الإصلاح الشامل للهجرة.

## الاتّهامات

### معاداة الشيوعية
عارض المجلس الاستشاري للعلاقات المجتمعية الوطنية لجنة روزنبرغ معتقدًا أنها جماعة شيوعية. وأصدر المجلس بيانًا مفاده أن اتهام لجنة روزنبرغ بأن محاكمة روزنبرغ كانت مدفوعة بمعاداة السامية تسبب في حالة من الذعر العام داخل المجتمع اليهودي.

### جنوب أفريقيا والفصل العنصري
طلب المجلس اليهودي للشؤون العامة إلى جانب الكونجرس اليهودي الأمريكي، ورابطة مكافحة التشهير، واللجنة اليهودية الأمريكية، وغيرها من الجماعات اليهودية وقادة المجتمع المدني من نيلسون مانديلا توضيح آرائه المؤيدة للفلسطينيين خلال زيارته عام 1990 إلى مدينة نيويورك. خلال اجتماع عُقد في جنيف مع زعماء الطوائف اليهودية الأمريكية ومن بينها عضو عن منظمة الإساءة للمؤسسة اليهودية الأمريكية، أعرب نيلسون مانديلا عن تقديره لليهود الجنوب أفريقيين الذين عارضوا الفصل العنصري، وأثنى على بعض القادة الإسرائيليين، ووافق على أن دولة إسرائيل لديها الحق في الوجود.

### حركة شروق الشمس
دعا فرع حركة شروق الشمس في عام 2021 إلى حرمان المجلس اليهودي للشؤون العامة والمجلس القومي للمرأة اليهودية ومركز العمل الديني لإصلاح اليهودية من حقوق التصويت كأتلاف بسبب علاقاتهم الإسرائيلية ودعمهم للصهيونية. اعتذرت حركة شروق الشمس عن ذلك لاحقًا بعدما أدانت المنظمات اليهودية الفصل لمعاداة السامية.

## الأعضاء
يضم المجلس اليهودي للشؤون العامة تحالف 15 من الوكالات اليهودية الأمريكية، وهي:
- اللجنة اليهودية الأمريكية
- الكونجرس اليهودي الأمريكي
- منظمة أورت الأمريكية
- رابطة مكافحة التشهير
- مؤسسة بناي بريث
- منظمة هداسا
- لجنة العمل اليهودي
- الاتحاد اليهودي لإعادة الإعمار
- المحاربين اليهود القدامى في الولايات المتحدة الأمريكية
- المنظمة الدولية للمرأة اليهودية
- المجلس القومي للمرأة اليهودية
- الاتحاد من أجل الإصلاح اليهودي
- اتحاد التجمعات اليهودية الأرثوذكسية في أمريكا
- الكنيس المتحد لليهودية المحافظة
- الرابطة النسائية لليهودية المحافظة